# KV34
 (septembre 2023).
Si vous disposez d'ouvrages ou d'articles de référence ou si vous connaissez des sites web de qualité traitant du thème abordé ici, merci de compléter l'article en donnant les références utiles à sa vérifiabilité et en les liant à la section « Notes et références ».
Situé dans la vallée des Rois, dans la nécropole thébaine sur la rive ouest du Nil face à Louxor en Égypte, KV 34 est le tombeau de Thoutmôsis III.
Les décorations murales sont d'un style très particulier que l'on ne trouve nulle part ailleurs dans la vallée. La plus ancienne version connue de l'Amdouat s'y trouve, ainsi que la litanie de Rê.

## Historique

### Découverte
La tombe de Thoutmôsis III fut découverte par l’inspecteur de Gourna, Hassan effendi Hosni, en février 1898, sous la direction du directeur du Services des Antiquités de l’Égypte, Victor Loret. Celui-ci était persuadé de la présence de tombes non encore découvertes dans l’extrémité méridionale de la vallée des Rois. C’est à partir d’une ouverture à huit-dix mètres du sol que Loret commence le dégagement de la tombe, dont l’entrée avait été obstruée par des déblais charriés par les pluies torrentielles.

### Pillages
La tombe a été retrouvée largement pillée, sans mobilier funéraire, si ce n’est le sarcophage en quartzite rouge repoussé dans un coin de la pièce, vide de sa momie et abimé, et quelques objets mutilés ou fragmentaires (divers petits objets, momie anonyme, statue en bois, …). Quant à la momie, elle a été déplacée postérieurement dans la cachette de Deir el-Bahari, où elle a été retrouvée dans son linceul de lin en 1881. Il est possible que le pillage ainsi que le déplacement de la momie aient eu lieu durant la Troisième Période intermédiaire.

## Plan de la tombe

### Description
La tombe est creusée dans la façade de la falaise, à la base d’une fente creusée par l’eau, dans la partie la plus méridionale du ouadi. L’hypogée présente un plan coudé, d’abord avec un axe globalement Nord/Sud puis un axe globalement Est/Ouest, et se déroule sur une longueur totale de 76,11 m. Son aspect général est marqué par une certaine irrégularité dans la forme de ses pièces.
On pénètre dans la tombe par un premier escalier qui s’enfonce de manière assez raide dans la montagne.
Celui-ci, après une porte, débouche sur un couloir très raide, d’abord long de 8,35 m puis de 4,38 m, interrompu par un second escalier.
Ce second escalier, très abrupt et dont les marches sont grossièrement taillées, présente deux niches, de forme irrégulière, de part et d’autre.
Le couloir, mal dégrossi, aboutit sur un puits globalement rectangulaire.
Ce puits précède une antichambre, dons les parois stuquées, qui ne sont pas parallèles, forment une sorte de trapèze au centre duquel se trouvent de piliers massifs. Cette pièce marque le changement d’axe dans le plan, avec une nouvelle orientation.
Un escalier dans le coin nord de la pièce donne dans la salle du sarcophage.
Celle-ci adopte la forme d’un ovale très régulier de 14,64 sur 8,53 m dont les parois sont lisses et stuquées. Deux piliers massifs se dressent au centre, légèrement décalés vers le Nord-Ouest.
Quatre annexes sont placées de manière asymétrique autour de la chambre, deux au nord et deux au sud.

### Analyse
Les tombes royales de la vallée des Rois se répartissent en plusieurs étapes majeures dans l’évolution de leur plan. Les premières tombes, jusqu’à Amenhotep II, possèdent un axe courbe. À partir d’Aÿ et pour la XXe dynastie, la tombe possède des axes parallèles intermédiaires. Ensuite, à partir de Mérenptah, les tombes se distinguent par un axe droit, de plan général beaucoup plus vaste.
Au début de la XVIIIe dynastie, les tombes sont construites autour d’une série de quatre passages alternant avec des marches ou des rampes. Chaque section de la descente est connue comme l’un des passages du Soleil suggérant le voyage nocturne sous terre. L’entrée correspond au « Passage du chemin de Shou », le premier couloir au « Passage de Rê », le second escalier à la « salle où [les dieux de la Litanie de Rê] résident », le puits à la « salle des Obstacles », l’antichambre à la « salle du Char », et la chambre à la « salle où l’on repose », « la maison de l’or » ou à « la Chambre cachée ». C’est ce qu’inaugure justement dans le plan de la tombe de Thoutmôsis III.
C’est également la première fois qu’apparait dans la vallée des Rois un puits de protection, précédant l’antichambre de la tombe. Ce puits, qu’on retrouvera dans les tombes de ses successeurs, peut avoir une fonction pratique, celle de recueillir les eaux de pluie, et une fonction symbolique, représentant les profondeurs de l’océan primordial Noun et possédant ainsi un rôle symbolique dans la régénération du défunt. Sa présence n’est donc pas un hasard.
De même, le plan coudé, dont c’est la première apparition ici, caractérisera l’ensemble des tombes de la vallée des Rois du début de la XVIIIe dynastie. Il serait peut-être influencé par Sésostris II. En effet, jusque-là le corridor de la pyramide est en ligne droite, puis le système de couloirs se complexifie en référence aux territoires incurvés du monde inférieur. C’est donc peut-être ce qu’on retrouve ici.
Quant à la chambre en forme d’ovale, on la trouve dans la tombe de Thoutmôsis Ier, la KV38, ainsi que la tombe de Mérytrê-Hatchepsout, la KV42, deux tombes contemporaines du règne de Thoutmôsis III. Il est possible que cette forme soit liée à la forme du cartouche ou bien à la forme de la caverne de Sokar, ce qui en fait un lieu de régénération.

## Décor de la tombe

### Description

#### Antichambre
Le décor de la tombe ne commence qu’à partir du puits, avec une frise de khékérous au sommet du mur et un plafond bleu parsemé d’étoiles jaunes. On retrouvera ces deux motifs aux mêmes emplacements dans l’antichambre et dans la chambre.
L’antichambre présente une liste des 741 divinités du Livre de l'Amdouat, qui se déroule à partir de la droite de l’entrée sur les parois de la pièce en deux tableaux.
Le premier est composé de trois rangées superposées de rectangles dressés verticalement contenant une étoile et une cassolette d’encens.
Les divinités composent le second tableau. Elles y sont nommées et associées à une cassolette d’encens, y sont réparties en trois rangées superposées de rectangles dressés verticalement.
Seuls les piliers ne sont pas peints et présentent un quadrillage rouge préparatoire au dessin.

#### Chambre
Dans la chambre, le Livre de l’Amdouat déroule, en version complète, sur les parois ocre des hiéroglyphes en écriture cursive et des figures extrêmement stylisées, seulement en noir et rouge pour les notions importantes, qui donnent l’impression d’un gigantesque papyrus. Ce « papyrus » est divisé en trois registres superposés relatant les douze heures de l’Amdouat, qui figurent également en version abrégée sur les piliers.
Chaque heure de la version complète est organisée de telle manière que sur la suscription notant les événements de l’heure se trouve en haut de celle-ci, qu’une introduction (mentionnant les noms de l’heure, de la porte et de la région de l’Au-delà) figure dans une colonne gauche (qui fait également office de découpage des sections), et que l’heure elle-même soit organisée en quatre registres (les phénomènes généraux, la barque solaire et les motifs spécifiques de l’heure).
Elle est répartie selon une disposition très particulière où les heures se répondent, soit les heures une à quatre sur le mur ouest, les heures cinq et six sur le mur sud, les heures sept et huit sur le mur nord et les heures neuf à douze sur le mur est.
Le Livre de l’Amdouat décrit le voyage du Soleil au cours des douze heures de la nuit, entre son coucher et son lever :
- La première heure marque l’entrée dans l’Autre-Monde du Soleil par la Porte qui avale tout, avec une description de ses habitants.
- La deuxième et la troisième heures décrivent les terres fertiles de l’Autre-Monde, alors que les entités négatives sont maitrisées par des personnages armés de couteaux.
- La quatrième et la cinquième heures se tiennent dans le Pays, désertique et obscur, de Sokar (le Ro-Setaou) où la barque solaire est halée par des personnages assoiffés.
- À la sixième heure (minuit), Rê et Osiris se rejoignent et le roi ramène ses ancêtres défunts à la vie.
- À la septième heure, le serpent Apophis est vaincu par Isis, Seth et Serket, alors qu’il tente d’éliminer le Soleil.
- Aux huitième et neuvième heures, Rê ouvre les portes de cinq cavernes et fournit des vêtements au roi défunt.
- À la dixième heure, Horus transporte dans l’Autre Monde les corps de noyés.
- À la onzième heure ont lieu les préparatifs pour le lever du Soleil, sous la forme d’un scarabée, à la douzième heure. C’est à cette heure que la barque du défunt est remorquée à la lumière.

Réparties entre les deux piliers se trouvent les Litanies de Rê, qui décrivent soixante-quatorze des soixante-quinze formes de Rê que le défunt doit connaitre. Se trouve également sur un des piliers une représentation inhabituelle représentant, en partie supérieure Thoutmôsis III naviguant sur une barque avec sa mère Isis, puis le roi allaité par déesse Isis en arbre et suivi par quatre femmes de sa famille.

### Étude
Le décor de la tombe de Thoutmôsis III est également très particulier, puisqu’il marque l’apparition de nouveaux types de décor, mais aussi par sa typologie très particulière.
Tout d’abord, c’est la première attestation de la représentation des Litanies de Rê dans une tombe royale. Le roi doit absolument connaitre les soixante-quinze formes osiriennes et solaires du dieu Rê pour pouvoir s’assimiler au dieu et s’intégrer au cycle du Soleil. On en aurait peut-être la représentation précédemment sur les parois de la tombe du vizir Ouser sous la régence d’Hatchepsout. Ces textes seront utilisés à l’entrée de la plupart des tombes jusqu’au règne de Séthi Ier.
Ensuite, la tombe présente un des quelques exemples complets du Livre de l'Amdouat dans une tombe royale. Ce livre, qui est l’un des premiers ouvrages détaillant le voyage souterrain du Soleil durant les douze heures de la nuit, est ici représenté par des figures extrêmement stylisées, seulement peintes de noir et de rouge. Les scènes sont détaillées d’inscriptions hiéroglyphiques en écriture cursive, où les notions importantes sont notées en rouge. Le roi s’identifie au Soleil, puisque lors de son enterrement, il s’enfonce également sous terre, pour espérer ressortir à la lumière lors de sa renaissance dans l’Autre Monde. Le décor du Livre de l'Amdouat est relativement semblable à ce qu’on peut observer dans la tombe d’Amenhotep II, la KV35. Celle-ci permettrait de supposer que les piliers de l’antichambre devaient porter une représentation du roi face à une divinité. Dans la chambre, le thème est tout à fait original, puisqu’on ne connait pas d’exemples antérieurs ou postérieurs pour la représentation des 741 divinités de l'Amdouat. La représentation du roi nourri par une divinité, sous la forme d’un arbre, nommée Isis, comme sa mère, est également unique.

## Problèmes et hypothèses
Outre ces innovations, la tombe de Thoutmôsis III peut interroger sur le choix de son emplacement et de son orientation. En effet, comme on peut le voir à l’intérieur, la tombe n’est pas orientée sur les points cardinaux. Des marques sur le décor permettent de retrouver l’orientation. De plus, Thoutmôsis III est l’un des premiers à occuper la vallée des Rois.
D’après Herbert Ricke, on observe au fond de l’Henket-ânkh, le temple des millions d'années dédié au culte du roi, les traces de l’axe premier du temple, axe qui, si on le poursuit jusqu’à la vallée des rois, rencontre exactement l’entrée de la tombe de Thoutmôsis II. Mais cet axe n’est pas visible dans la composition finale du temple. On peut se demander si cette orientation est une simple coïncidence. Si ce n’est pas le cas, ceci suggère la programmation contemporaine, et donc sous la régence d'Hatchepsout, de la tombe et du sanctuaire.
Cette hypothèse rend d’autant plus surprenant l’aspect inachevé de la tombe. D’après Catharine H. Roehrig, cet aspect vise à donner un aspect plus naturel à la reproduction du parcours sinueux du monde souterrain. Mais il peut aussi être le reflet d’une urgence dans l’édification, que ce soit par précipitation (le décor aurait alors était réalisé après la mort du roi) ou par manque d’exigence. L’hypothèse de John Romer selon laquelle le décor aurait été réalisé par Amenhotep II, le fils de Thoutmôsis III, est appuyée par le fait que le décor a été réalisé après le scellement des quatre annexes de la chambre funéraire. Il reste surprenant qu’en trente-deux années de règne, le roi n’ait pas pu réaliser le décor de sa tombe creusée sous la régence, alors qu’il s’est occupé des tombes de son père et de son épouse.
Quoi qu’il en soit, cet aspect inachevé et les adaptations du décor ne gênent en rien l’efficacité du décor. L’essentiel est en place et son efficacité est assurée.